# FS 740
Die Dampflokomotiven der Baureihe FS 740 wurde von mehreren Herstellern an die Ferrovie dello Stato ausgeliefert. Sie waren die Heißdampfvariante mit einfacher Dampfexpansion der Verbundlokomotive FS 730. Sie wurde für den Dienst vor Reisezügen auf den Apenninstrecken in Mittelitalien, aber auch für den Güterzugdienst auf Flachlandstrecken ausgelegt. Die FS 740 ist die zahlenmäßig größte Dampflokomotivbaureihe Italiens.

## Geschichte
Die Zweizylinder-Verbundlokomotive der Baureihe 730 wurde von der Rete Adriatica noch vor deren Verstaatlichung entwickelt, aber erst durch die FS in Auftrag gegeben. Sie erbrachte die erwartete Leistung, war aber wie alle Verbundlokomotiven langsam im Anfahren, was sich auf Strecken mit häufigen Halten und kurzen Distanzen zwischen den Halten negativ auswirkte. Es wurde deshalb 1911 eine Heißdampfvariante mit einfacher Dampfexpansion der 730er in Auftrag gegeben.
Verschiedene Hersteller bauten die Lokomotiven der Baureihe 740 in zwei Losen: von 1911 bis 1915 wurden 203 Lokomotiven geliefert, von 1919 bis 1922 weitere 267. Sie wurden von Ansaldo, Breda, Officine Meccaniche, Reggiane, Officine Meccaniche Navali, und Officine Meccaniche di Saronno gebaut, weitere 25 Stück kamen von Henschel aus Deutschland. An der Weltausstellung Turin 1911 war je eine Lokomotive von Ansaldo und von den Officine Meccaniche ausgestellt.
Die Lokomotiven des ersten Lieferloses waren mit dreiachsigen Schlepptendern gekuppelt und trugen bis 1919 die Nummern 74001 bis 74202. Von den nach dem Ersten Weltkrieg gelieferten Lokomotiven erhielten 170 für den Einsatz auf Hauptstrecken vorgesehene einen Schlepptender mit Drehgestellen, der 22 Kubikmeter Wasser fasste.

## Betrieb
Das Ergebnis der Entwicklungsarbeit war so ausgezeichnet, dass man die Baureihe 740 bald in ganz Italien antreffen konnte. Nach dem Zweiten Weltkrieg wurden wegen der Kohlenknappheit mehrere Lokomotiven mit Ölzusatzfeuerung ausgerüstet. Die 740er waren weiterhin in ganz Italien im Einsatz, jedoch häufiger im Süden, weil im Norden die deutschen Lokomotiven eingesetzt wurden, welche die FS als Entschädigung für Kriegsschäden erhalten hatte.
Die Lokomotiven der Baureihe 740 waren auch Grundlage für die durch Umbau entstandenen Franco-Crosti-Lokomotiven FS 741 und FS 743. Die 740er diente auch als Basis für die Entwicklung der Tenderlokomotive FS 940. Bis heute haben mehrere 740er in verschiedenen Museen überlebt.

## Technik
Die Zweizylinder-Heißdampflokomotive basiert auf der Verbundlokomotive FS 730, hatte aber gegenüber dieser eine um 80 PS gesteigerte Leistung und eine um fast 500 kg erhöhte Zugkraft bei einer Geschwindigkeit von 45 km/h. Die Achslast von 14 t erlaubt auch das Befahren von Strecken mit leichtem Oberbau. Zur Steuerung der Dampfmaschine wurde eine Walschaerts-Steuerung verwendet, bis auf sechs Lokomotiven, die auf Caprotti-Ventilsteuerung umgebaut wurden und für kurze Zeit der Baureihe 741 zugeteilt waren. Der Kesseldruck betrug 12 bar. Die Lokomotiven erreichten eine Höchstgeschwindigkeit von 65 km/h, was für die damals geforderten Leistungen ausreichte. Sie waren von Beginn mit der automatischen Druckluftbremse nach Westinghouse und Dampfheizung für die Reisezüge ausgerüstet.

## Galerie

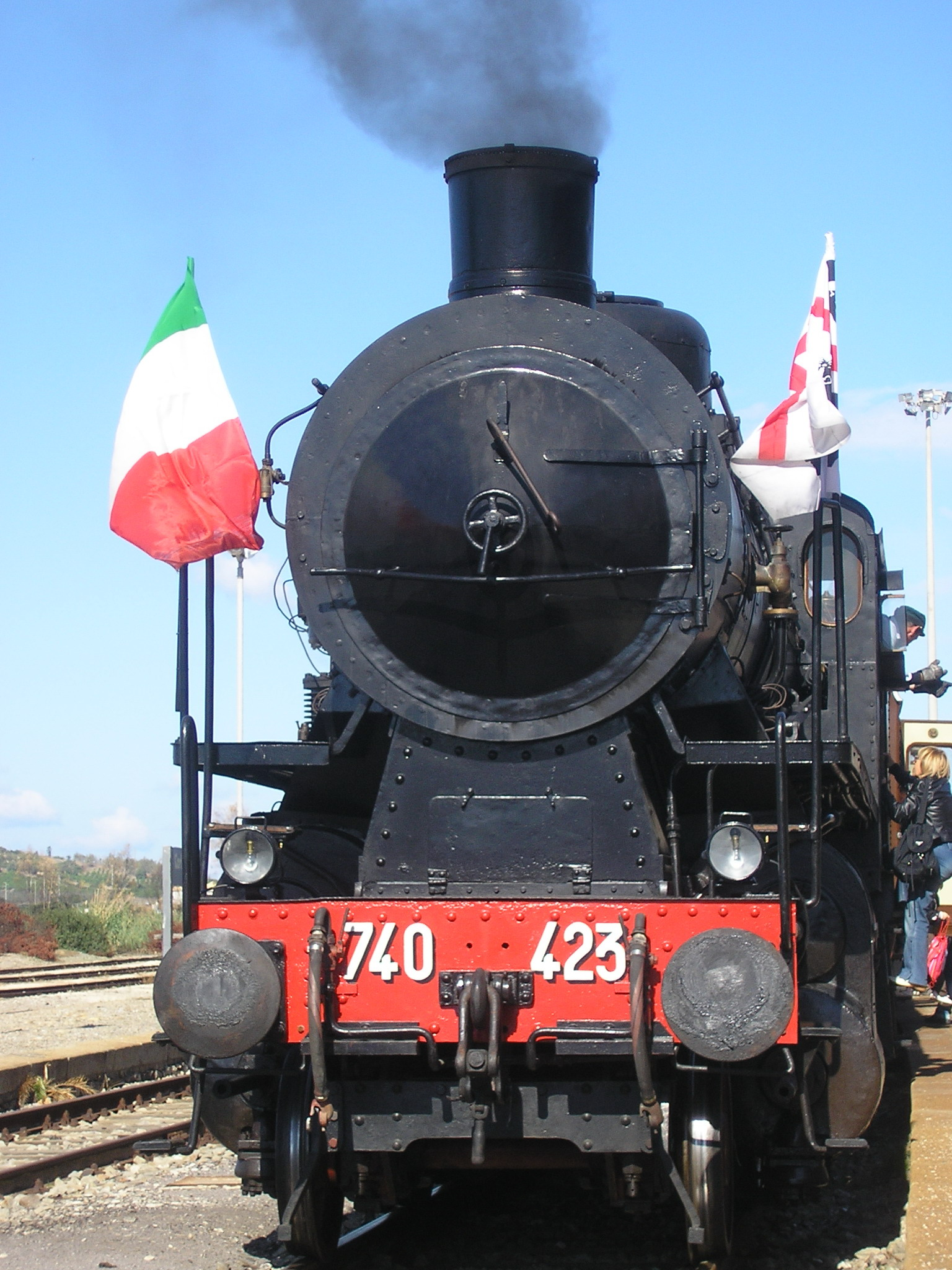
Lokomotive 740 423 in Carbonia
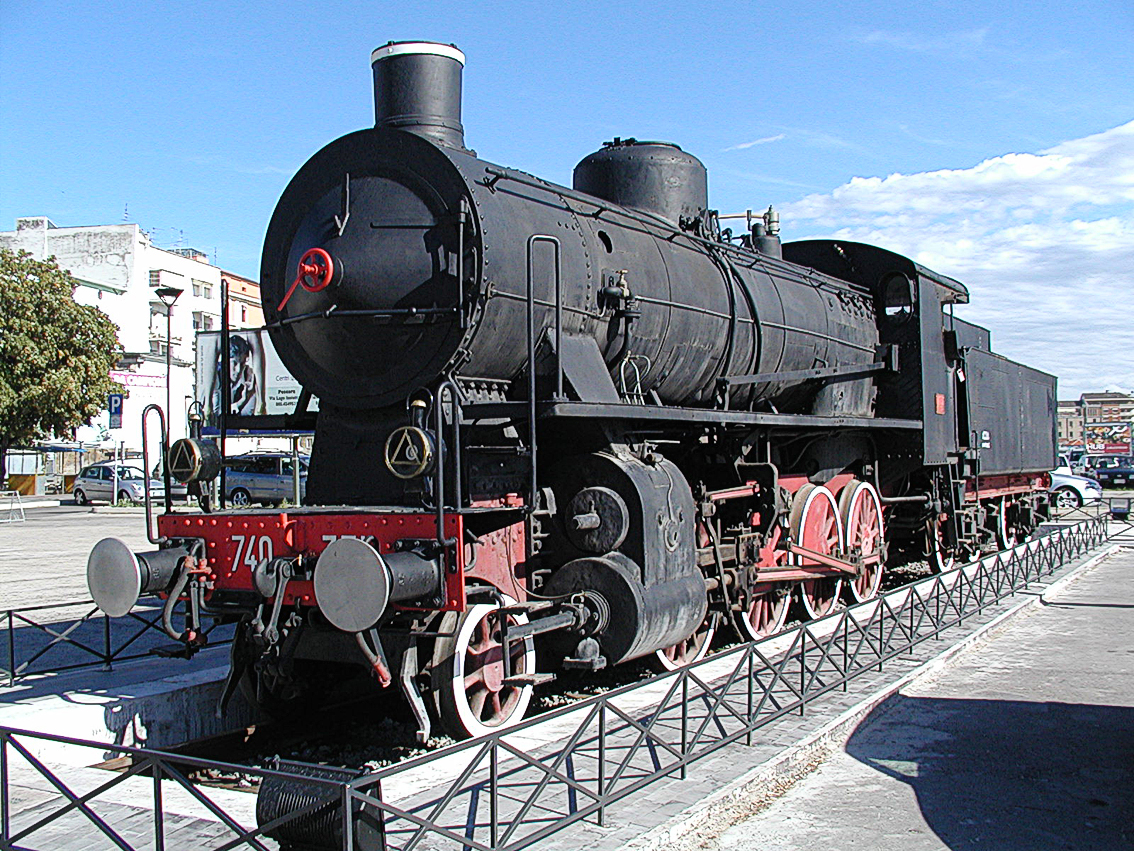
740.351 in Pescara
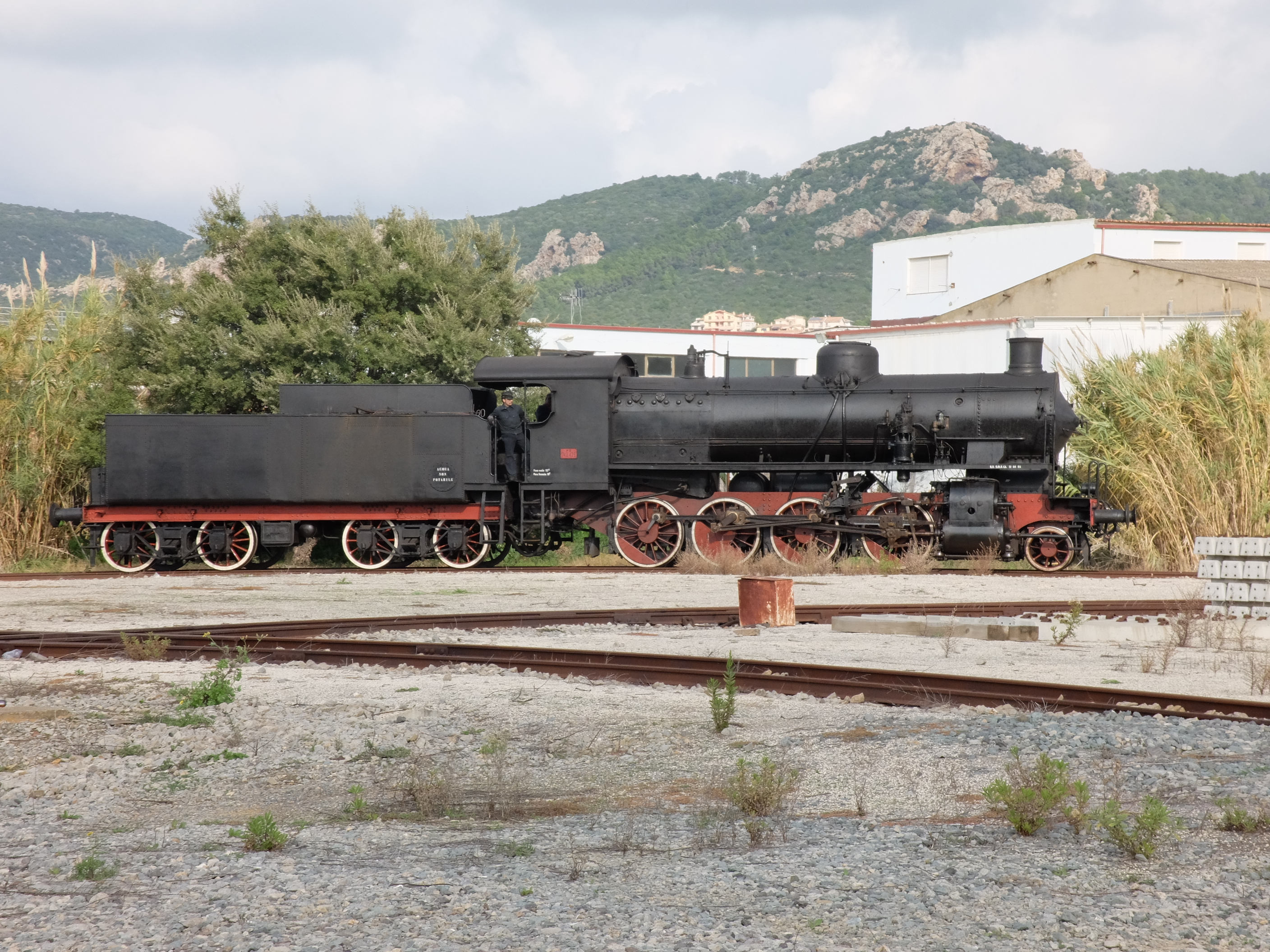
FS 740.423 wendet im Gleisfünfeck von Carbonia